# Donati (Mondkrater)
Donati ist ein Einschlagkrater auf der Mondvorderseite, östlich des Mare Nubium, nordöstlich des Kraters Faye und südwestlich von Airy.
Der Krater ist stark erodiert und weist einen Zentralberg auf.
| Buchstabe | Position          | Durchmesser | Link |
| --------- | ----------------- | ----------- | ---- |
| A         | 19,71° S, 4,42° O | 8 km        |      |
| B         | 20,45° S, 5,58° O | 12 km       |      |
| C         | 19,98° S, 3,35° O | 8 km        |      |
| D         | 22,13° S, 5,69° O | 4 km        |      |
| K         | 21,17° S, 6,75° O | 14 km       |      |

Der Krater wurde 1935 von der IAU nach dem italienischen Astronomen Giambattista Donati offiziell benannt.